# Secrétaire-trésorier
 (juillet 2015).
Si vous disposez d'ouvrages ou d'articles de référence ou si vous connaissez des sites web de qualité traitant du thème abordé ici, merci de compléter l'article en donnant les références utiles à sa vérifiabilité et en les liant à la section « Notes et références ».
Appelé gérant dans le passé, le secrétaire-trésorier, aussi appelé directeur général, est le fonctionnaire principal d'une municipalité locale régie par le Code Municipal du Québec. 
Dans le cadre des municipalités locales régies par la Loi sur les cités et les villes, ce fonctionnaire ne porte le nom que de directeur général. Il gère les ressources humaines, matérielles et financières et représente le principal lien entre le conseil de ville, le comité exécutif, les comités et les fonctionnaires municipaux.